# Козик Михайло Якимович
Миха́йло Яки́мович Ко́зик (20 вересня 1879, Семенівка — 2 січня 1947, Львів) — український художник і педагог; член Асоціації червоних художників України  з 1926 року.

## Біографічні відомості
Народився 20 вересня 1879 року у містечку Семенівці (нині місто Новгород-Сіверського району Чернігівської області України) у багатодітній селянській сім'ї. Навчався у Семенівській двокласній школі. Батько помічає його хист та віддає до навчання, вчився у художній майстерні при місцевій монастирській школі. Протягом 1897—1904 років вчився в іконописній школі-майстерні при Києво-Печерській лаврі. Викладач школи Іван Їжакевич залучив його разом з Георгієм Крушевським до роботи над іконостасом Борисоглібської церкви на Подолі.
У 1903 році був зарахований вільним слухачем до Київського художнього училища, у 1904-му, склавши іспит, поступив до 4-го класу училища. Викладачами за фахом були Григорій Дядченко і Микола Пимоненко.
Знімав квартиру разом з іще одним вихованцем КХУ — Карпом Трохименком; у вільний від навчання час вони удвох заради заробітку розписували церкви в селах Бородаївка (1904), Пустовійтове Кременчуцького повіту та Глобине (1905).
Через знайомих Трохименка був втягнутий у революційні події 1905 року, розповсюджував революційні листівки та прокламації. За активу участь в учнівському страйку був у листопаді 1905-го виключений з 5-го класу училища. Повертається до Семенівки, де далі займався революційними справами, 1906-го заарештований як член соціал-демократичного гуртка за участь у мітингу. З ув'язнення йому вдалося утекти, переховувався в Гомелі, Новозибкові, Білій Церкві — тут він зумів відсторонитися від політичної складової й прилучається до розпису білоцерківського собору з Георгієм Крушевським, Карпом Трохименком, Іваном Хворостецьким, Іваном Шульгою (розпис не зберігся).
У серпні 1907-го був поновлений у 5-му класі Київського художнього училища, відтак учився у Григорія Дядченка, Івана Макушенка, Володимира Менка, Івана Селезньова. Згідно з ухвалою Ради училища у травні 1909 року йому було виписано атестат «вчителя рисування й креслення у середніх навчальних закладах» та училищний диплом, отримані лише у липні 1910-го.
Вчився в Московському училищі живопису, скульптури та архітектури (1909—1913) у Костянтина Коровіна та Леоніда Пастернака, закінчив як «художник І ступеня з правом викладати в державних навчальних закладах».
Починаючи 1913 роком, бере участь у виставках у Києві, Москві (експозиції «Московського Товариства художників» та «Московського товариства любителів мистецтв»), Петербурзі, Полтаві. Був одним із експонентів Другої виставки в Києві та Полтаві, організованої зусиллями Сергія Васильківського, Василя Кричевського та Петра Холодного.
1914 року підвищував майстерність в Петербурзькій академії мистецтв у професора Дмитра Кіпліка.
Протягом 1915—1925 років викладав у Київському художньому училищі, Київській художній школі, в 1925—1932 роках — у Київському художньому інституті, з 1932 по 1941 рік — педагог Харківського художнього інституту.
Професор з 1925 (в інших джерелах — з 1939).
Під час нацистсько-радянської війни перебував у окупованому Харкові, задля порятування художнього інституту прийняв на себе керівництво ним (відплатою за це була повна відсутність інформації в офіційних джерелах про художника до 1973 року, коли з'явилася невелика біографічна довідка у «Словнику художників України»). В Бучачі, де реставрував церкви, зустрівся із своїм колишнім учнем Семеном Грузбергом, котрий втік з німецького концтабору. М. Я. Козик деякий час переховував його. На вдячність Грузберг згодом намалював портрет свого вчителя й рятівника і підписав 21 квітня 1947 року. Цей портрет експонувався й на відзначенні ЮНЕСКО 100-річчя Козика. Єврейською спільнотою Козик визнаний за праведника[джерело?] — завдяки збереженій Грузбергом фотографії. Також це звання присвоєно Володимиру Дмитровичу Юхницькому — працівнику Львівського оперного театру, й його жінці Аліції Степанівні.
З 1943-го року у окупованому нацистами Львові викладав в Львівській художньо-промисловій школі — разом із Костем Бульдіним, Миколою Бутовичем, Миколою Жеваго та Іваном Северою.
Виховав дочку Лесю Козик.
Останні роки провів на Західній Україні забутим та недооціненим; помер у Львові. Дружина й прийомні діти — Леонід та Ольга Ситники — перевезли до Львова та зберігали упродовж кількох десятиліть сотні його творів.
Помер та похований у Львові на 78. полі Личаківського цвинтаря. Поруч похована його дружина, лікар Ніна Козик-Попова.

## Творчість
Майстер побутового жанру, портрету, пейзажу, церковно-монументального живопису.
Деякі з відомих робіт:
- «Нетрі» (1913),
- «Портрет М. Ф. Біляшівського» (1919),
- «Сама собі господиня» (1927),
- «Портрет матері» (1927),
- «Урожай» (1927),
- «Моя палітра» (1934),
- «Піонерка з квітами» (1935),
- «Весна в зоопарку» (1936),
- «Літній день. Село Яреськи» (1938),
- «Малий Тарас слухає розповідь свого діда» (1939),
- «Річка взимку» (1940).
- «Дерев'яна церква в Дрогобичі».

Серед його учнів — Микола Ашихман, Євген Волобуєв та Василь Головатий.

## Вшанування
1979 року постановою ЮНЕСКО у світі відзначалося 100-річчя з дня народження митця. Тоді ж Національний музей у Львові провів велику ретроспективу його творів.
Вийшла низка публікацій про М. Козика у науковій та довідній літературі, у періодиці.
Іменем Михайла Козика названо вулицю у Львові.

## Виноски
1. ↑  Згідно з метричним свідоцтвом; у деяких джерелах 20 листопада.